# Пам'ятник учасникам Січневого збройного повстання 1918 року
Пам'ятник учасникам Січневого збройного повстання 1918 року — колишній монумент в Києві, в центрі Маріїнського парку, присвячений радянською владою учасникам Січневого збройного повстання більшовиків проти Центральної Ради та Української Народної Республіки і встановлений над їх братською могилою.
Відкритий 21 грудня 1967 року. Скульптори В. П. Вінайкін і В. В. Климов, архітектор В. Г. Гнєздилов.
Демонтований 23 грудня 2023 року в рамках кампанії деколонізації, що розпочалася після повномасштабного російського вторгнення в Україну.

## Опис
Цоколь був 0,4 метри. На ньому знаходився чотиригранний постамент висотою 2,5 метри з чорного лабрадориту. Попереду був надпис: «Вічна слава учасникам Січневого збройного повстання 1918 року в Києві які загинули в боротьбі за владу рад».
Праворуч від пам'ятника на барельєфному зображенні робітників був напис російською мовою: «Вечная память борцам за свободу. Х. 1917—1927. Октябрь».
На постаменті стояла бронзова фігура робітника, зверненого до вулиці Михайла Грушевського, висотою 4 метри з піднятим прапором пролетарської революції.
9 грудня 2013 році невідомі облили памя'тник червоною фарбою і зробили напис «Герою УПА».

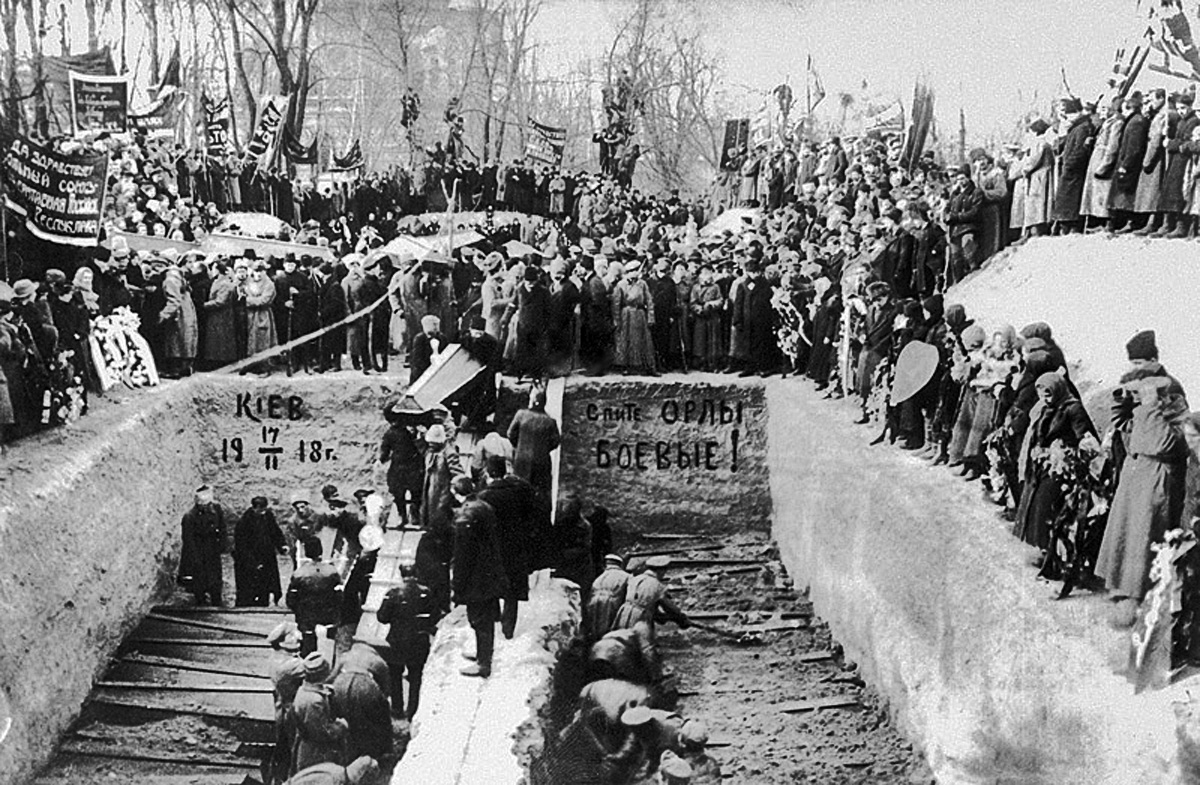
Поховання учасників повстання. 17 лютого 1918 року
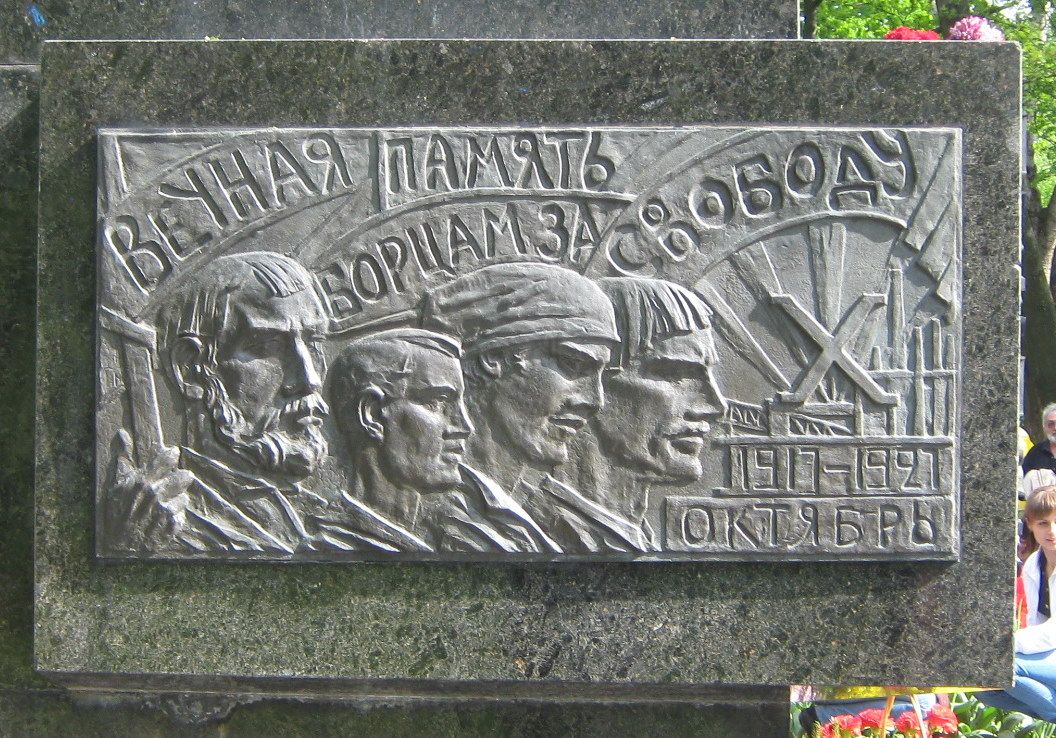
Барельєф, перенесений з довоєнного пам’ятника
Вигляд колишнього пам'ятника